# Junon (1806)
Pour les autres navires du même nom, voir La Junon et HMS Junon.
La Junon est une frégate construite en 1806 pour la marine française. Capturée en 1809 par les Anglais, elle est recapturée la même année par les Français, et détruite à cause de son état.

## Histoire
La Junon est mise an chantier en mars 1805 au Havre, et lancée le 16 août 1806. Le 10 novembre 1808, elle met les voiles pour la Martinique en compagnie de la frégate Amphitrite (en) et des bricks Cygne et Papillon. Les navires sont séparés durant le trajet, et le 10 février 1809, la Junon, après un combat acharné, est capturée par les frégates britanniques HMS Horatio et Latona et les corvettes Driver et Superior. Elle est incorporée dans la Royal Navy sous le nom de HMS Junon. Le 13 décembre 1809, elle est recapturée à l'est d'Antigua par la Renommée et la Clorinde, qui la brûlent après le combat à cause de son mauvais état.

## Sources
- (en) J. J. Colledge et Ben Warlow, Ships of the Royal Navy : The Complete Record of all Fighting Ships of the Royal Navy from the 15th Century to the Present, Newbury, Casemate, 2010 (1re éd. 1969), 460 p. (ISBN 978-1-935149-07-1)
- « Les bâtiments ayant porté le nom de Junon », sur netmarine.net (consulté le 18 mai 2013)